# إقليم فرنتشيا
إقليم فرنتشيا يقع في شرق رومانيا التابع لمنطقة مونتانيا.

## الجغرافيا
تبلغ مساحة الإقليم 4,857 كم مربع.
تعرض الإقليم عام 1977 لزلزال مدمر الذي أدى إلى قتل 1500 شخص في رومانيا وبلغاريا.

### الجوار
- إقليم فاسلوي وإقليم غالاتس نحو الشرق.
- إقليم كوفاسنا نحو الغرب.
- إقليم باكاو نحو الشمال.
- إقليم بوزاو نحو الجنوب و إقليم برايلا نحو الجنوب الشرقي.

## السكان
يبلغ عدد السكان 387,632 نسمة حسب إحصائيات 2002 والكثافة السكانية بلغت 80 نسمة/كم مربع.
- رومانيون - أكثر من 98%[3]
- غجريون, أخرون.

| السنة | عدد السكان |
| ----- | ---------- |
| 1948  | 290,183    |
| 1956  | 326,532    |
| 1966  | 351,292    |
| 1977  | 369,740    |
| 1992  | 393,408    |
| 2002  | 387,632    |
| 2004  | 394,286    |

## الاقتصاد

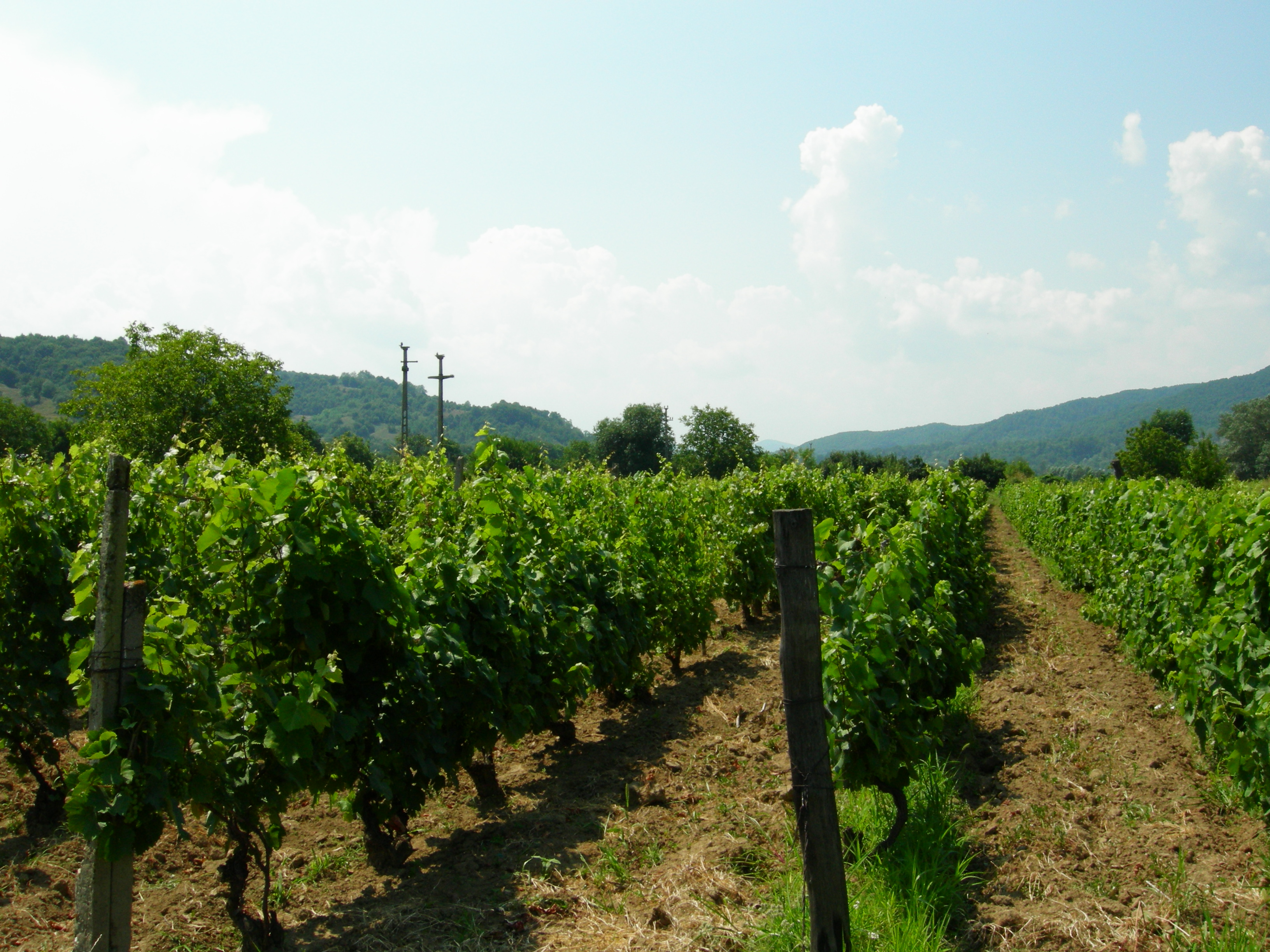
مزرعة من العنب

يعتمد اقتصاد الإقليم بشكل كبير على الزراعة, حيث 11% من مساحة الإقليم مزروعة بالعنب والذي يستعمل لإنتاج النبيذ.

## وصلات خارجية
- Site-ul Consiliului Județean Vrancea
- بوابة إقليم فرنتشيا
- Vrancea.com.ro ~ Trecut, prezent si viitor / Past, present and future
- www.carnivoremari.ro ~ Large carnivore protection in Vrancea county
- www.carnivoremari.ro/rezervatii ~ Protected areas from Vrancea mountains
- Vrancea Online - Vrancea County's Start Page on the Internet